# NGC 691
NGC 691 é uma galáxia espiral (Sbc) localizada na direcção da constelação de Aries. Possui uma declinação de +21° 45' 37" e uma ascensão recta de 1 horas, 50 minutos e 41,7 segundos.
A galáxia NGC 691 foi descoberta em 13 de Novembro de 1786 por William Herschel.